# Pheidole flavida
Pheidole flavida är en myrart som beskrevs av Mayr 1887. Pheidole flavida ingår i släktet Pheidole och familjen myror. Inga underarter finns listade i Catalogue of Life.